# Rudolf Morgenthaler
Rudolf Ernst Morgenthaler (* 23. Mai 1916; † 8. Januar 1986 in Bern, heimatberechtigt in Staffelbach AG) war ein Schweizer Feldhandballspieler.

## Leben
Sein Bruder Robert spielte ebenfalls mit ihm bei GG Bern und in der Nationalmannschaft Feldhandball.
Er starb 70-jährig nach kurzer Krankheit an Herzversagen.

## Club
Er spielte für den GG Bern, mit dem er 1941, 1942 und 1943 die Schweizer Feldhandballmeisterschaft gewann.

## Nationalmannschaft
Mit der Schweizer Männer-Feldhandballnationalmannschaft spielte er ein Länderspiel am 17. Oktober 1943 gegen Ungarn. Dabei gewann die Schweiz 8 zu 6 und sein Bruder schoss dabei 5 Tore.

## Leichtathletik
In der Leichtathletik war er als Mehrkämpfer, Sprinter und Weitspringer erfolgreich.